# Hameg
Die Hameg Instruments GmbH (Eigenschreibweise HAMEG Instruments GmbH) war ein deutsches Unternehmen zur Entwicklung und Herstellung von Labornetzteilen und Messgeräten für elektrische Signale. Der Unternehmenssitz befand sich im hessischen Mainhausen.
2005 wurde Hameg von Rohde & Schwarz übernommen und nach der vollständigen Integration in deren Geschäftsbereich Messtechnik als Firma im Jahr 2016 aufgelöst.

## Geschichte

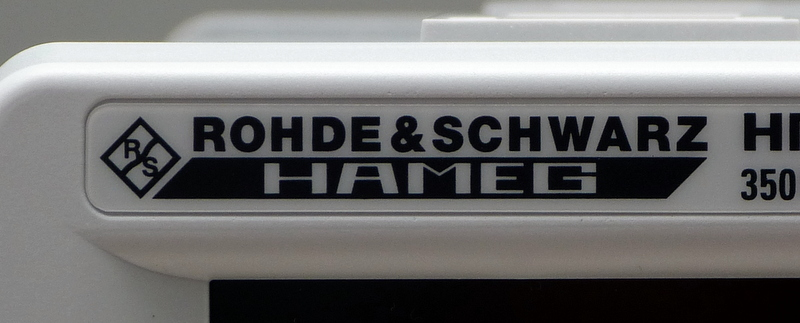
Hameg-Produktlogo von 2012 bis 2016

Das Unternehmen wurde 1957 von Karl Hartmann in Frankfurt am Main unter der Firma Hameg KG gegründet. Der Name leitet sich ab von Hartmann-Messgeräte. Das erste Produkt war ein 5-MHz-Einkanal-Oszilloskop. Der Unternehmensgründer zog sich im Jahr 2005 aus Altersgründen zurück und verkaufte das Unternehmen an Rohde & Schwarz. Dabei wurde der Name in Hameg Instruments GmbH geändert.
Zu dieser Zeit unterhielt Hameg Niederlassungen in Chemnitz (Oszilloskopeentwicklung) und Münchenbernsdorf (Leiterplattenbestückung), sowie eine Vertriebs-Tochtergesellschaft in Frankreich (Hameg Instruments France S.a.r.l.). Ende 2010 gab Hameg die Fertigungsstandorte Mainhausen und Münchenbernsdorf auf und produzierte seitdem in Werken von Rohde & Schwarz. Andere Unternehmensteile wie Entwicklung (Mainhausen und Chemnitz), Produktmanagement, Vertrieb, Kundendienst und Qualitätssicherung blieben eigenständig.
Ab 2012 wurden Hameg-Produkte auch über das Vertriebsnetz von Rohde & Schwarz verkauft. Seitdem wurde ein Produkt-Logo verwendet, das die Zugehörigkeit zu Rohde & Schwarz deutlich machte.
Im Juni 2014 wurde bekannt, dass alle neu entwickelten Geräte von Hameg Instruments zukünftig unter dem Namen Rohde & Schwarz auf den Markt kommen werden. Die vollständige Integration von Hameg in den Geschäftsbereich Messtechnik von Rohde & Schwarz wurde Mitte 2015 angekündigt und 2016 abgeschlossen.

## Produkte

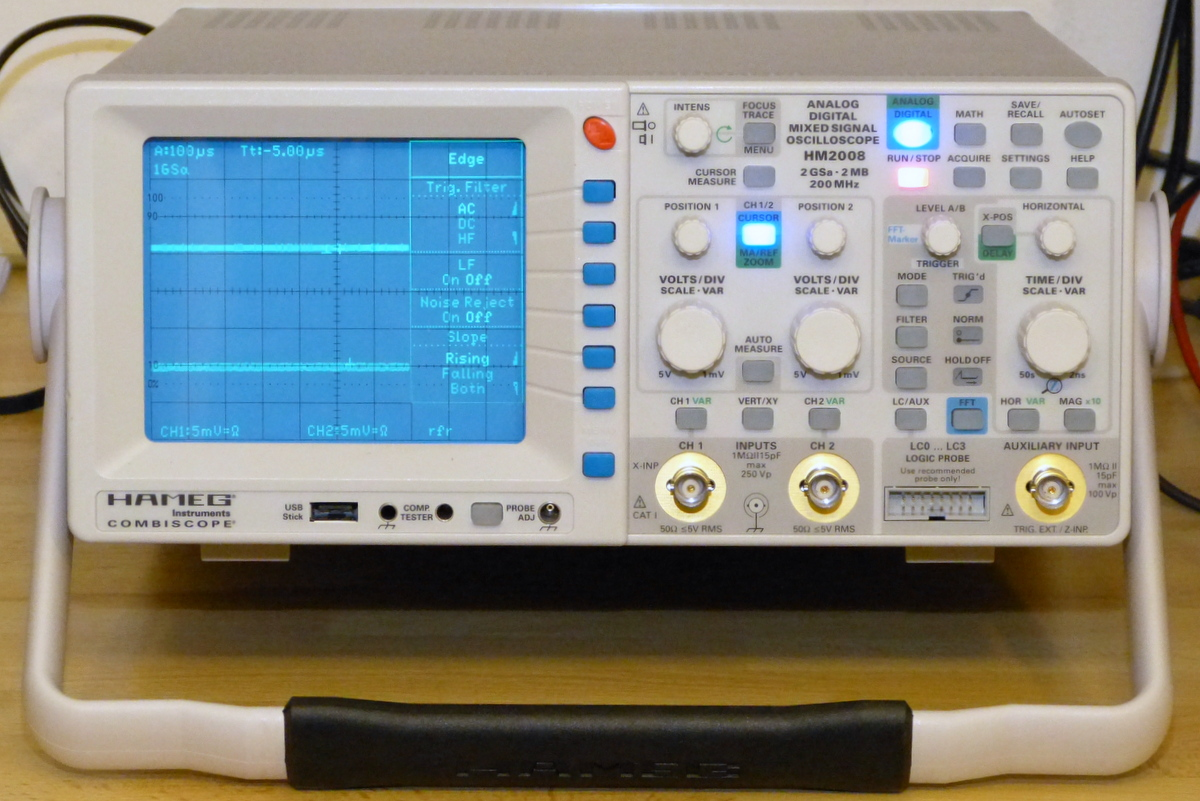
200 MHz Mixed Signal CombiScope HM2008

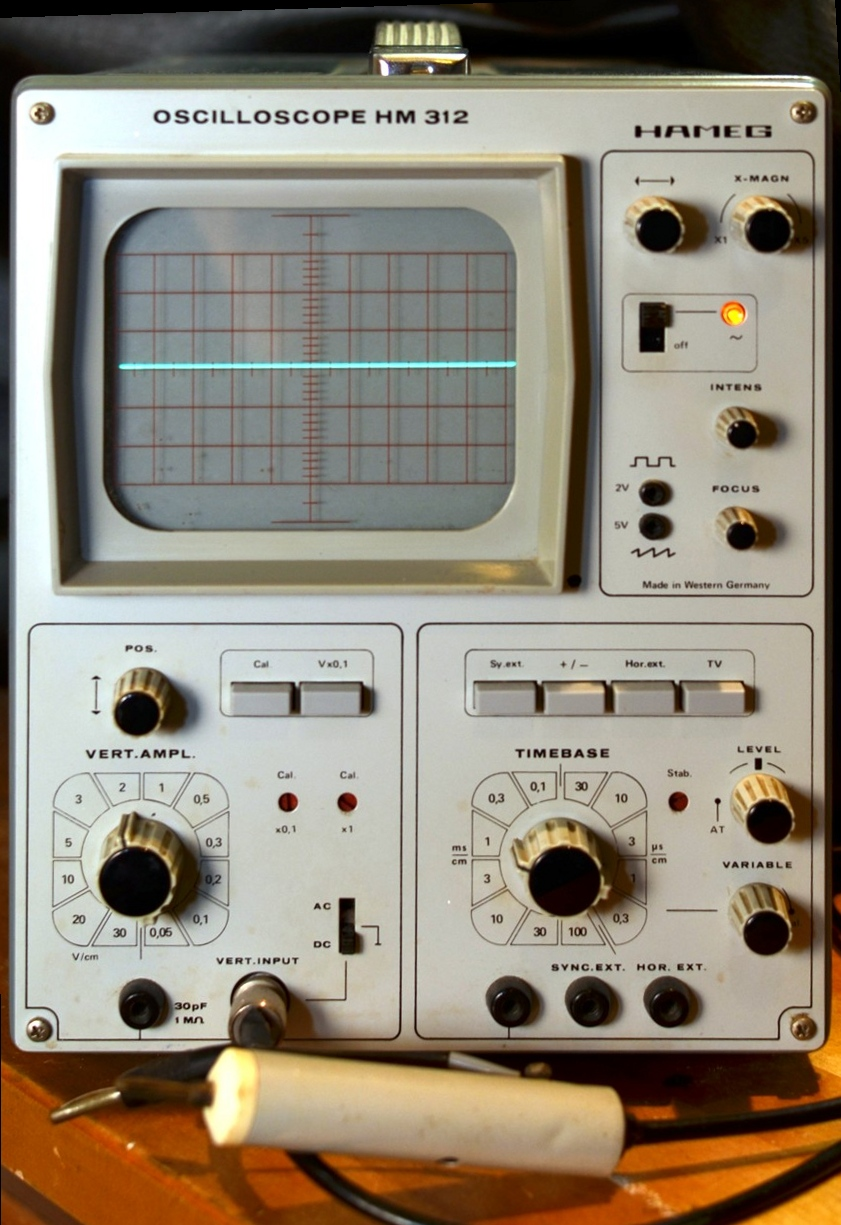
Einkanal-15 MHz-Oszilloskop HM 312 von 1974

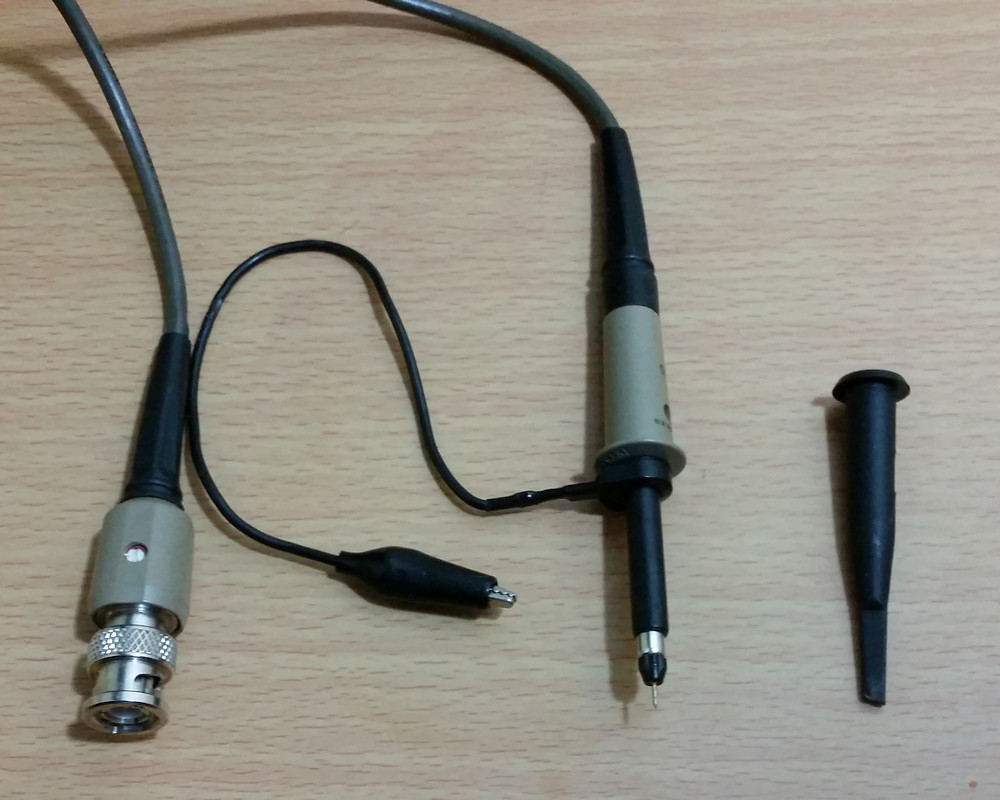
Tastkopf mit Erdungsklemme und Sicherungskappe

Zu den Produkten von Hameg gehörten analoge Oszilloskope, Mixed-Signal-Oszilloskope (MSO), Spektrumanalysatoren, Funktionsgeneratoren, HF-Generatoren, klassische Labornetzgeräte, programmierbare Netzgeräte und modulare Labormesskomponenten. Das Unternehmen bediente vorwiegend das untere Marktsegment und ist daher vor allem in Elektroniklabors, in der Fertigungsüberwachung, aber auch an Schulen und Universitäten vertreten. In letzteren gehörten Hameg-Geräte in den 1980er und 1990er Jahren zur Standardausrüstung und wurden daher in der Ausbildung und für wissenschaftliche Arbeiten genutzt.
Im Bereich der Oszilloskope war man bei Hameg sehr lange von den Vorteilen der analogen Technik überzeugt. So schrieb Hameg im Jahr 2004 bei der Vorstellung einer neuen Reihe von sogenannten CombiScopes – also Geräten, die sowohl über einen analogen als auch über einen digitalen Betriebsmodus verfügen – dass „DSOs […] grundsätzlich Analog-Oszilloskope nicht ersetzen“ können. 2007 baute Hameg mit dem HM2008 – wie auf nebenstehendem Bild zu sehen – ein Oszilloskop, das neben einem analogen und einem digitalen Teil auch Mixed-Signal-Funktionen (vier Digitalkanäle) beinhaltete.

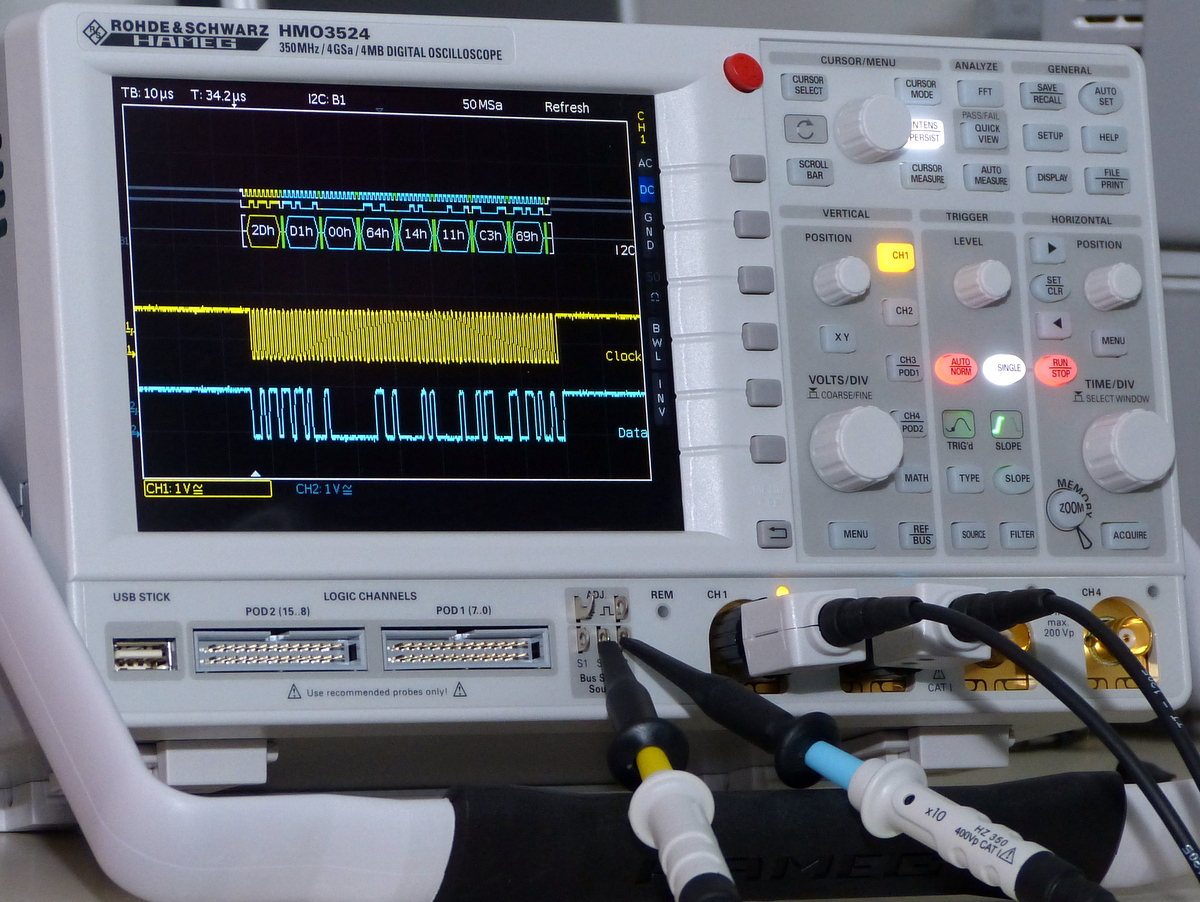
350 MHz Mixed Signal Oszilloskop HMO3524

Ende 2008 stellte Hameg auf der electronica-Messe in München die ersten rein digitalen Oszilloskope mit TFT-Bildschirm vor. Diese Geräte verfügen wie alle danach vorgestellten Geräte über Mixed-Signal-Funktionen (8 oder 16 Digitalkanäle) sowie die Möglichkeit, serielle Busse wie I2C, SPI, CAN und LIN zu dekodieren. Bei Geräten mit TFT-Bildschirm übersprang Hameg damit die Generation der klassischen, reinen DSOs ohne MSO-Funktionen. 2012 hatte Hameg elf MSO-Geräte und ein analoges Oszilloskop im Sortiment. Im Herbst 2012 kündigte Hameg an, bald keine analogen Oszilloskope mehr herstellen zu wollen. Unter anderem sollen dabei Probleme bei der Beschaffung von Elektronenstrahlröhren eine Rolle gespielt haben. Im Februar 2013 stellte Hameg auf der Fachmesse Embedded World in Nürnberg eine neue Mixed-Signal-Oszilloskop-Serie mit bis zu 500 MHz Bandbreite vor; die künstliche Limitierung der Bandbreite kann bei diesen Geräten per Softwarelizenz aufgehoben werden.
In vielen Oszilloskopen ist ein Komponententester verbaut. Durch Messung von Strom und Spannung (und Darstellung dieser beiden Größen im X-Y-Betrieb) stellt das Oszilloskop die I-U-Kennlinie angeschlossener Bauelemente dar.